# Amnistía fiscal
Una amnistía fiscal es una oportunidad de tiempo limitado para un grupo específico de contribuyentes a pagar una cantidad determinada, a cambio de la condonación de una deuda tributaria (incluyendo intereses y multas), relativa a un período impositivo anterior y sin miedo a la persecución penal. Por lo general expira cuando alguna autoridad inicia una investigación fiscal del impuesto atrasado. En algunos casos, la legislación impone penas más severas a los que, pudiendo optar por la amnistía, no se acogen a ella.

## España
En España se han aplicado diversas amnistías fiscales.
En 1984 y 1991, los entonces ministros del PSOE, respectivamente, Miguel Boyer y Carlos Solchaga, realizaron sendas amnistías. El principal resultado en 1984 fue la salida del secretario del Estado de Hacienda, José Víctor Sevilla.
En 2012, bajo el gobierno del Partido Popular, el ministro de Hacienda y Administraciones Públicas Cristóbal Montoro anunció una nueva amnistía fiscal por bienes no declarados, incluyendo activos escondidos en paraísos fiscales y dinero en efectivo. La repatriación se permitió mediante el pago de un impuesto del diez por ciento, sin sanción penal.
Esta amnistía fiscal en España se ha denominado técnicamente «regularización extraordinaria», y también «declaración tributaria especial». La amnistía hizo aflorar 40.000 millones de euros no declarados de los que se obtuvieron 1.700 para la Hacienda Pública. A la amnistía se acogieron diversas personas de la vida pública española como Rodrigo Rato, Luis Bárcenas, varios hijos de Jordi Pujol, José Ángel Fernández Villa, Fernando Martín Álvarez o Diego Torres Pérez. Además la Agencia Tributaria elaboró una lista no publicada con 700 personas «expuestas políticamente» y que incluye altos cargos, que se acogieron a la amnistía de 2012 y que están siendo investigados sobre la procedencia de los fondos que no habían sido declarados. Dicha lista fue remitida al Servicio Ejecutivo de Prevención y Blanqueo de Capitales (SEPBLAC) para la investigación de los sospechosos.
Más recientemente, debido a los Papeles de la Castellana publicados por un estudio de tres medios digitales (El Diario, La Marea y Diagonal) a partir de una filtración en 2016, se ha conocido que el porcentaje realmente pagado ha sido mucho menos del 10%, llegando en algunos casos a apenas el 2%. Esta medida fue anulada por el Tribunal Constitucional el 8 de junio de 2017.